# Linia kolejowa Ski – Sarpsborg
Østfoldbanens østre linje – zelektryfikowana wschodnia część linii Østfoldbanen w Norwegii z Ski do Sarpsborga przez Mysen o długości 77 km oddana do użytku w roku 1882.

## Historia
Linia została otwarta w roku 1882 jako część Østfoldbanen. Zelektryfikowana w roku 1958, 18 lat po odcinku zachodnim.

## Stacje na linii
Linia należy do sieci szybkiej kolei miejskiej w Oslo i jest oznaczona numerem 560.
- Skøyen
- Nationaltheatret
- Oslo Sentralstasjon
- Holmlia
- Ski (SKM 550)
- Drømtorp
- Kråkstad
- Langli
- Skotbu
- Tomter
- Knapstad
- Spydeberg
- Langnes
- Askim
- Askim Næringspark
- Slitu
- Mysen
- Eidsberg
- Heia
- Rakkestad